# Edicy
Edicy est un système de gestion de contenu web permettant de créer son propre site web sans connaissance HTML.
Simple d'utilisation, l'interface a été pensée en vue de répondre aux besoins des petites et moyennes entreprises et pour être utilisable par des débutants tout comme des professionnels (le code source est accessible). 
Edicy a été créée en 2007 par le designer Tõnu Runnel, le développeur Priit Haamer, le chef de projet de Skype, Märt Kelder, et un ingénieur et cofondateur de Skype, Toivo Annus.

## Informations générale
La philosophie générale d'Edicy est que l’intuition doit guider l’utilisateur ainsi, les modifications apparaissent directement à l'écran (WYSIWYG),
Edicy permet la mise en ligne de vidéos, d'albums photo, une partie blog et la prise en charge de nombreuses langues. Edicy est compatible avec la plupart des navigateurs. Ses concurrents principaux sont Weebly, Yola, Jimdo, Webnode, Squarespace, Webs, Google Sites.
D'abord privée, une version d'évaluation a été lancée en 2008. Depuis août 2008, Edicy est ouvert au public.

## Caractéristiques
Chacun peut importer ou créer sa propre mise en page et l'appliquer à son propre site sans restriction. En outre, Edicy fournit un bon nombre de modèles de mise en page basé sur LiquidMarkup.

## Nominations et Récompenses
- Edicy a reçu la médaille d'or de la compétition « Meilleure entreprise internet d'Estonie »[8].
- Edicy a été parmi les finalistes pour le prix de la meilleure start-up durant la conférence à Paris le WEB08[9].